# Port lotniczy Barinas
Aeropuerto de Barinas – port lotniczy zlokalizowany w mieście Barinas w Wenezueli.